# 土屋慶三
土屋 慶三（つちや けいぞう）は、一般社団法人日本シーエスアール登録機構代表理事、ウィナーズ・アンド・カンパニー株式会社顧問、特定非営利活動法人統制技術研究機構理事長、日本セキュリティマネジメント学会会員、日本経営倫理士協会会員、一般財団法人日本情報経済社会推進協会(JIPDEC) ITSMS適合性評価制度技術専門部会委員である。

## 概要
情報セキュリティマネジメントシステムの草分的存在。
1993年よりマネジメントシステムの認証業務に携わり、ISO9001、ISO14001、OHSAS18001、ISO/IEC27001、ISO/IEC20000の主任審査員を経験。2001年には、日本初の情報セキュリティマネジメントシステム(ISMS)の主任審査員となり、ISMSの国内普及に努め、日本のISMS認証が世界一の実績に成長する過程で認証機関の枠を超え指導的役割を果した。
その後は、企業経営におけるリスク及び社会的責任を基盤としたガバナンスの枠組みやサービス品質の評価技法、事業継続管理（BCM）等の研究に従事。現在に至る。

## 主な経歴
- 1983年　日本電子エンジニアリング株式会社入社
- 1995年　ビューロベリタスクオリティインターナショナル
- 2001年　ビーエスアイジャパン株式会社 認証事業部
- 2004年　デット ノルスケ ベリタス エーエス
- 2005年　ビーエスアイジャパン株式会社 認証事業部ISMS技術部部長
- 2007年　JISQ20000原案作成委員
- 2008年　株式会社日本シーエスアール認証登録機構設立
- 2009年　国際マネジメントシステム認証機構　技術顧問
- 2010年　統制技術研究機構設立
- 2011年　ハイテク情報サービス株式会社　顧問

## 主なISO審査員資格
品質マネジメントシステム／環境マネジメントシステム／情報セキュリティマネジメントシステム／ITサービスマネジメントシステム 主任審査員 

## 主な著書/著作
- 原田伸夫共著「システム構築と認証の手引き」システム規格社(2001/1/31)
- 大畑毅、青木渉、奥山昌幸、尾崎雅彦、塩田貞夫、島田洋之、高取敏夫共著「ISO/IEC20000活用ガイドと実践事例」日本規格協会(2008)
- 小森秀司 、武中和昭、中川梓座談会収録「特集1　ISO9001認証制度の課題／特集2　ISO/IEC27031活用方法―ITサービスを維持して事業継続を実現せよ」ISOS(2014年2月号195号)
- 「特集： 情報セキュリティMS、ついに国際規格化！ISO27001発行でどうなる？移行と審査■審査登録機関に聞く」アイソムズ(2006年1月号)
- 「連載　第2回　ITサービスマネジメントとBS15000」アイソムズ(2006年1月号)
- 「連載　最終回　ITサービスマネジメントとBS15000」アイソムズ(2005年11月号)
- 「ISMS最新事情審査の立場から第7回リスクアセスメント」ISOS(2008年10月号131号)
- 「ISMS最新事情 審査の現場から第11回 マネジメントシステムからCSRの推進へ」ISOS(2009年2月号)
- ITSMS適合性評価制度技術専門部会「as a Service時代の処方箋　ITサービスマネジメントとは」一般財団法人日本情報経済社会推進協会(2014年9月18日)
- 「個人情報保護を目的とした ISO/IEC 27001とJIS Q 15001の融合スキーム」ISOS(2008年7月号128号)
- 「ISMS最新事情　審査の現場から第４回　形骸化とやらされ感」ISOS(2008年7月号128号)